# Zastava CZ99
A Zastava CZ99 é uma pistola semiautomática produzida pela Zastava Arms. Foi desenvolvida em 1989 para substituir a M57 nas forças armadas e policiais iugoslavas. A CZ99 tem câmara principalmente para o cartucho 9×19mm Parabellum com um carregador de 15 cartuchos, embora também existam variantes .40 Smith & Wesson, com carregadores de dez cartuchos.

## Projeto
A pistola foi projetada em 1989 por Božidar Blagojević. A CZ99 não deve ser confundida com a fabricante tcheca de armas de fogo Česká Zbrojovka, porque a CZ no nome da CZ99 significa "Crvena Zastava". A CZ99 substituiu a obsoleta Zastava M57 no serviço militar iugoslavo por causa de seus muitos novos recursos, como um cano totalmente cromado, mira noturna de trítio, um indicador para os últimos três cartuchos restantes no carregador e um indicador de câmara carregada. A CZ99 ainda é usada no serviço militar e policial nos Bálcãs. A CZ99 não é mais produzida, porém, variantes menores com algumas melhorias modernas, a CZ999 e a EZ9, ainda estão sendo produzidas. A CZ999 e a EZ9 são quase idênticas à CZ99, porém foram redesenhadas para serem mais ergonômicas. A maioria das peças é intercambiável entre os projetos mais novos e os mais antigos, mas algumas peças, como os painéis de punho, não.
Visualmente, a pistola se assemelha a uma SIG-Sauer P226 e, como tal, é frequentemente comparada à SIG. No entanto, o projeto geral da pistola inspirou-se muito mais na Walther P88 do que na P226. Alguns dos recursos da P88 que foram usados no CZ99 incluem serrilhas da corrediça semelhantes, carregador, retém do carregador e, é claro, o decocker de segurança combinado ambidestro. Também ao contrário da P226, a CZ99 também possui uma corrediça de aço usinado. A P226 (na época do projeto desta pistola) tinha uma corrediça em chapa de aço estampada e soldada. A aparência externa da arma e a falta de extrator externo foram ideias de projeto retiradas da P226.

## Variantes

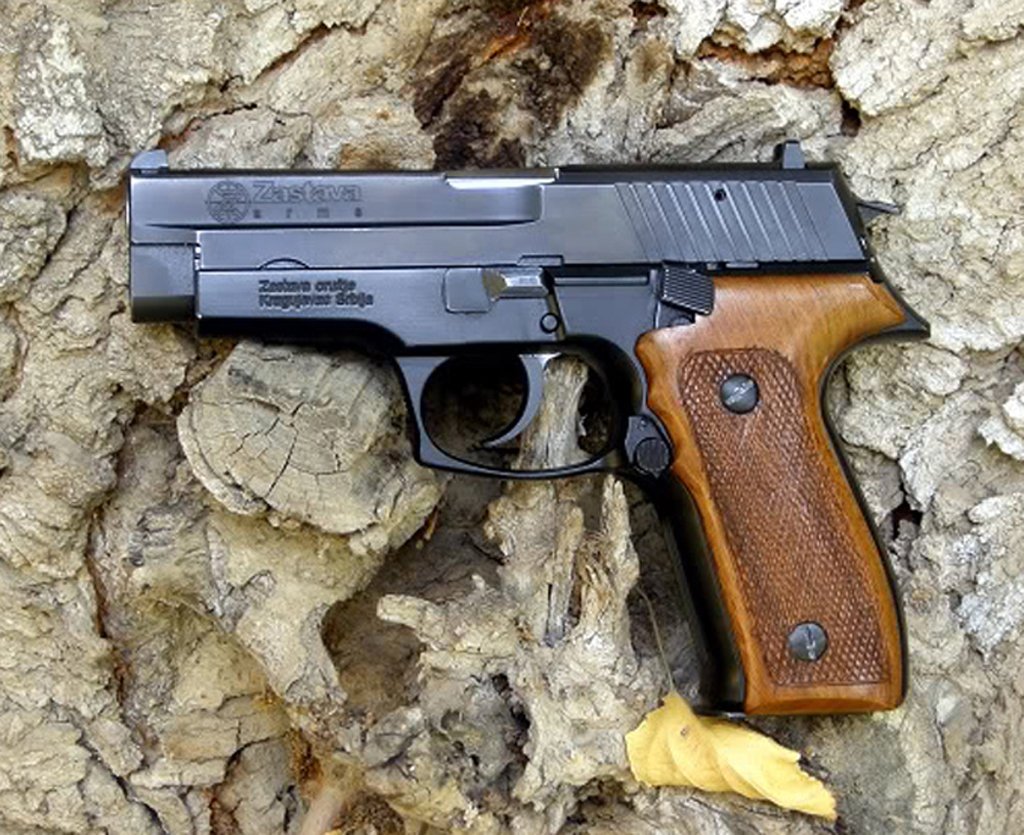
CZ999 Skorpion com punho personalizado

- CZ999 Scorpion (ЦЗ999): Uma variante atualizada da CZ99 com algumas melhorias, como um punho mais fino e painéis de punho redesenhados, serrilhas da corrediça mais largas, uma alça traseira serrilhada, mira padrão de 3 pontos, um gatilho curvo, um guarda-mato quadrado e uma espora de cão mais longa. Embora inicialmente destinado ao 9×19mm, existe uma variante da CZ99 com câmara em .40 S&W, principalmente para importadores estrangeiros, com muitas dessas armas importadas pelos EUA em 1990. Porém, com o tempo, versões mais recentes desta arma de fogo foram desenvolvidas: A Zastava CZ999, com seletor DAO e DA/SA, bem como a CZ999 Scorpion sem este seletor. Também possui um indicador de câmara carregada. Vem em modelo compacto também.[8]
- Zastava EZ é a quarta geração da CZ99. É exatamente igual à CZ999, porém possui um trilho Picatinny sob o cano para montagem de luzes e acessórios e um cão de anel maior. Arma de serviço e de defesa pessoal, ação simples/dupla, ambidestra. A CZ999 e a EZ9 aceitam carregadores da CZ99 padrão, mas não aceitam todas as peças da CZ99, como painéis de punho. Também como a CZ999, a EZ9 existe em dois calibres.[9] Existem versões compactas de ambos os calibres.[10]
- KSN Golan é um clone israelense da CZ99, com direitos adquiridos depois que a Zastava interrompeu a produção. Embora a Golan não tenha o indicador de câmara carregada da CZ99 e tenha uma corrediça e cano mais curtos, punhos diferentes e outras pequenas variações cosméticas da CZ99, ela é virtualmente idêntica no projeto interno e algumas peças são intercambiáveis entre as duas.[11]
- Tressitu TZ99 é um clone sul-africano da CZ99. No início da década de 1990, a empresa sul-africana Tressitu celebrou um acordo de licenciamento com a Crvena Zastava para produzir uma cópia licenciada chamada TZ99, oferecida em 9×19mm e .40 S&W. Foi produzida apenas por um curto período antes de a empresa fechar as portas em meados da década de 1990. Várias TZ99 armazenadas a partir da dissolução foram importadas para os EUA em meados dos anos 2000.[12]

## Operadores

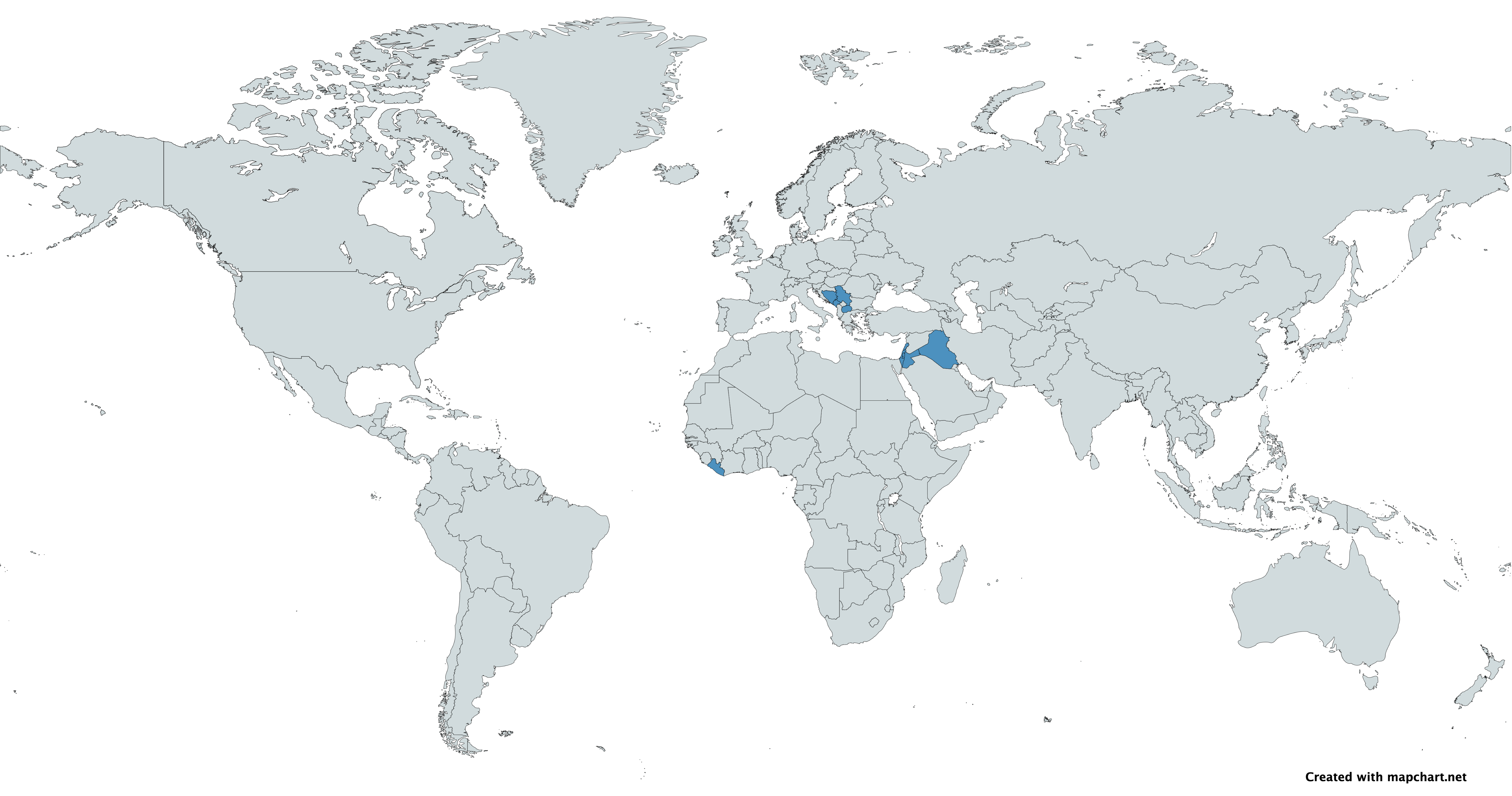
Mapa com operadores da Zastava CZ99 em azul

- Bósnia e Herzegovina[13]
- Iraque[14]
- Israel[15]
- Jordânia[16]
- Líbano[17]
- Libéria[1]
- Montenegro[18]
- Macedônia do Norte[19]
- Palestina[20]
- Sérvia[21]